# Commodore SX-64
Commodore SX-64 (u Europi poznat i pod imenima  Executive 64 ili VIP-64) bila je prijenosna inačica poznatog kućnog računala Commodore 64 veličine manjeg kovčega i prvo prijenosno računalo sa zaslonom u boji. Računalo SX-64 sastojalo se od ugrađenog 5" kompozitnog zaslona i disketne jedinice 1541. Cijeli paket je težio 10,5 kg. Ručka SX-64 također se koristila kao nosač. Proizvod je bio najavljen u siječnju 1983., i na tržište je izbačen godinu dana poslije. Početna cijena bila je 995 USD.

## Tehničke značajke
- mikroprocesor: MOS Technology 6510 na 1,02 MHz (NTSC) i 0,985 MHz (PAL)
- pomoćni procesori: VIC II (prikaz), SID (zvuk)
- RAM: 64 KB
- ROM: 20 KB (ugrađen basic V2.0)
- tipkovnica: 66 tipki, 4 funkcijske
- disketni pogon: 5¼", 170 KB
- tekst: 40 × 25 znakova
- razlučivost: 320×200 piksela u 16 boja
- zvuk: 3 kanala, 8 oktava
- ulazno izlazni priključci: 2 priključka za igraće palice (Atari standard), priključak za memorijske kartice, port za proširenje, RS-232 serijski port, video RGB izlaz, tipkovnica